# The last day
The last day (De laatste dag) is een kort verhaal van de Amerikaanse schrijver Richard Matheson. Het verhaal dateert uit 1953 en is sindsdien in verschillende tijdschriften en verhalenbundels uitgekomen.
Het verhaal wordt verteld vanuit het ik-perspectief van een jongeman die de laatste dag van de wereld meemaakt. De zon is opgezwollen tot een Rode Reus en staat op het punt de Aarde te verzwelgen. De hoofdpersoon, Richard, ziet hoe verschillende mensen de laatste dag doorbrengen: met seks, geweld, zelfmoord, of zelfs door gewoon te werken of de dagelijkse routine af te werken alsof er niets aan de hand is. Sommigen geven zich over aan lusten, anderen sterven waardig. Hij besluit uiteindelijk terug te keren naar de persoon die hem het dierbaarst is: zijn moeder.

## Het verhaal
Richard wordt naakt wakker op de ochtend van de laatste dag, in een appartement vol naakte lichamen en lege flessen. Buiten vult de opgezwollen rode zon het hele uitspansel. Hij en zijn vrienden, beseffend dat het er toch niet meer toe doet, hebben besloten de laatste dag door te brengen door middel van een drank- en seksorgie, die de avond ervoor al is begonnen. Zijn vriend Charlie is dood, omgekomen door roekeloos gedrag met een revolver. Wat maakt het immers uit? Morgen is iedereen toch dood. Elektriciteit is er niet meer, maar vreemd genoeg blijken er nog wel water en gas te zijn. Sommige mensen hebben er dus blijkbaar toch voor gekozen de laatste dag werkend door te brengen.
Richard heeft een gesprek met zijn vrienden Norman en Spencer. Terwijl Spencer wil doorgaan met de orgie, wil Norman naar huis en vraagt of Richard hem niet weg wil brengen met de auto. Maar Richard twijfelt. Hij wilde nou juist niet bij zijn eigen moeder zijn omdat ze zeer gelovig is en hij van haar verveemd is omdat hij zelf niet gelovig is. Hij is bang dat ze hem aan het bidden wil proberen te krijgen. Toch staat Richard in tweestrijd: na het verlies van zijn liefde Mary zijn zijn moeder en zus de belangrijkste personen in zijn leven. Richard gaat overstag en terwijl Spencer terug naar de orgie gaat, vertrekken Richard en Norman.
Een bizarre rit door New York volgt, waarin de twee zien hoe mensen de laatste dag doorbrengen. Velen hebben al zelfmoord gepleegd. De kerken zijn afgeladen vol. Anderen vertonen extreem roekeloos of gewelddadig gedrag. Weer anderen vluchten in drugs, drank of seks. En in Normans straat honkballen kinderen alsof er niks aan de hand is. Richard zet Norman bij zijn ouders af. Enerzijds verlangend, anderzijds met lood in de schoenen, rijdt hij naar huis.
Daar treft hij zijn moeder, zijn zus Grace, zijn zwager Ray en zijn vijfjarige nichtje Doris aan. Ze brengen de middag samen door en aan het eind van het diner nemen Grace en Ray een overdosis slaappillen in en dienen die ook aan Doris toe. Ze trekken zich terug in de slaapkamer en slapen daar in. Richard zit met zijn moeder voor het huis en kijkt naar de rode gloed. Hij besluit geen zelfmoord te plegen maar bij haar te blijven tot het eind. Hij vraagt zijn moeder waarom ze niet over het geloof is begonnen, en ze zegt vol vertrouwen dat dat niet hoeft omdat ze voor hen beiden zal geloven. Ze zegt dat de rode gloed mooi is en dat God een vuurrood gordijn neerlaat na het optreden van de levende wezens op Aarde. Richard en zijn moeder realiseren zich dat ze ondanks alle verwijdering van elkaar houden.